# Psi (cliente de mensajería instantánea)
Psi es un cliente para la red de mensajería instantánea Jabber/XMPP. Es software libre de código abierto distribuido bajo la licencia GPL. Soporta Salas de Conferencia Multiusuario (MUC), transferencia de archivos, Personal Eventing via Pubsub (PEP), control remoto, etc. Está programado con las bibliotecas gráficas Qt y está disponible para Microsoft Windows, GNU/Linux y MacOS.
Con este único programa podrás hablar con amigos que usan ICQ, Windows Live Messenger, Yahoo! Messenger o AIM, entre otras redes (dependiendo del servidor) según la lista de servidores XMPP puedes ver el transporte necesario.